# Bernabe Concepcion
Bernabe Concepcion, detto Abe (Virac, 20 gennaio 1988), è un pugile filippino.
Soprannominato "Kamaong Llave" e "The Real Deal", ha un record di 29-2-1 (16 vittorie prima del limite). Attualmente vive a Binangonan, Rizal. Proveniente da una famiglia di pugili, si è allenato in giovane età. A 16 anni è diventato pugile professionista.

## Carriera
Avendo sviluppato buone abilità già da giovane, al 2005 (aveva 16 anni), era considerato uno dei più promettenti pugili delle Filippine. Oggi, Conception combatte prevalentemente negli Stati Uniti. Ha vinto il suo primo titolo regionale per KO in Cina, contro un pugile del luogo.
Nel suo primo tentativo di conquista di un titolo, è riuscito ad ottenere un pareggio, e allo stesso tempo è riuscito ad atterrare l'avversario nei primi round del match, siglando il suo primo KO da quando ha debuttato come pro (Concepcion avea solo 17 anni ai tempi). Un anno dopo ha vinto il titolo giovanile WBC dei supergallo, sconfiggendo l'imbattuto Joksan "El Torito" Hernandez per decisione unanime
Dopo la vittoria Bob Arum lo ha immediatamente messo sotto contratto con la Top Rank Boxing.
Abe Conception ha sfidato Steven Luevano per il titolo mondiale WBO dei pesi piuma il 15 agosto 2009. Inizialmente i due si sarebbero dovuti sfidare il 2 maggio 2009, nell'undercard dello scontro Pacquiao-Hatton, ma Luevano si è tirato indietro a causa di un infortunio. Quella sera Concepcion ha invece sfidato il colombiano Yogli Herrera, sconfiggendolo per verdetto unanime dopo 6 riprese. Luevano è riuscito a sconfiggere Concepcion per squalifica alla 7ª ripresa, dopo alcuni colpi irregolari lanciati da parte di quest'ultimo.